# ブラガンサ
ブラガンサ （Bragança [bɾɐˈɣɐ̃sɐ] ( 音声ファイル)）は、ポルトガル北東部の都市で、トラス・オス・モンテス地方のブラガンサ県の県都。自治体人口は34,774人、総面積は1,173.6平方キロメートル。サボル川支流、クレブラ山地の南に位置する。ポルトから255キロ、リスボンから515キロ、スペイン国境から22キロ離れている。
近隣自治体は、南東のヴィミオゾ、南西はマセド・デ・カヴァレイロス、西部はヴィニャイス。市内には小規模空港がある。

## 教区
- Alfaião
- Aveleda e Rio de Onor
- Babe
- Baçal
- Carragosa
- Castrelos e Carrazedo
- Castro de Avelãs
- Coelhoso
- Donai
- Espinhosela
- França
- Gimonde
- Gondesende
- Gostei
- Grijó de Parada
- Izeda, Calvelhe e Paradinha Nova
- Macedo do Mato
- Mós
- Nogueira
- Outeiro
- Parada e Failde
- Parâmio
- Pinela
- Quintanilha
- Quintela de Lampaças
- Rabal
- Rebordainhos e Pombares
- Rebordãos
- Rio Frio e Milhão
- Salsas
- Samil
- Santa Comba de Rossas
- São Julião de Palácios e Deilão
- São Pedro de Sarracenos
- Sé, Santa Maria e Meixedo
- Sendas
- Serapicos
- Sortes
- Zoio

## 気候
ブラガンサの気候は、海岸から遠いことと標高の高さに影響される。スペインのメセタや、ヨーロッパ他諸国の海から遠い内陸地域と似て、長く厳しい冬（ヨーロッパの標準から）と、短く熱い夏が特徴である。冬季の雪は珍しくなく、数ヶ月積雪が残る。1月の最高気温は6℃前後、8月の最高気温は28℃前後である。1月の最低気温は氷点下になることもある。5月にも雪が降ることで知られる。年間総降水量は743ミリ。2005年度はポルトガル全土が極端な乾燥に悩まされ、ブラガンサは水源の枯渇と森林火災の多発に苦しんだ。

## 歴史

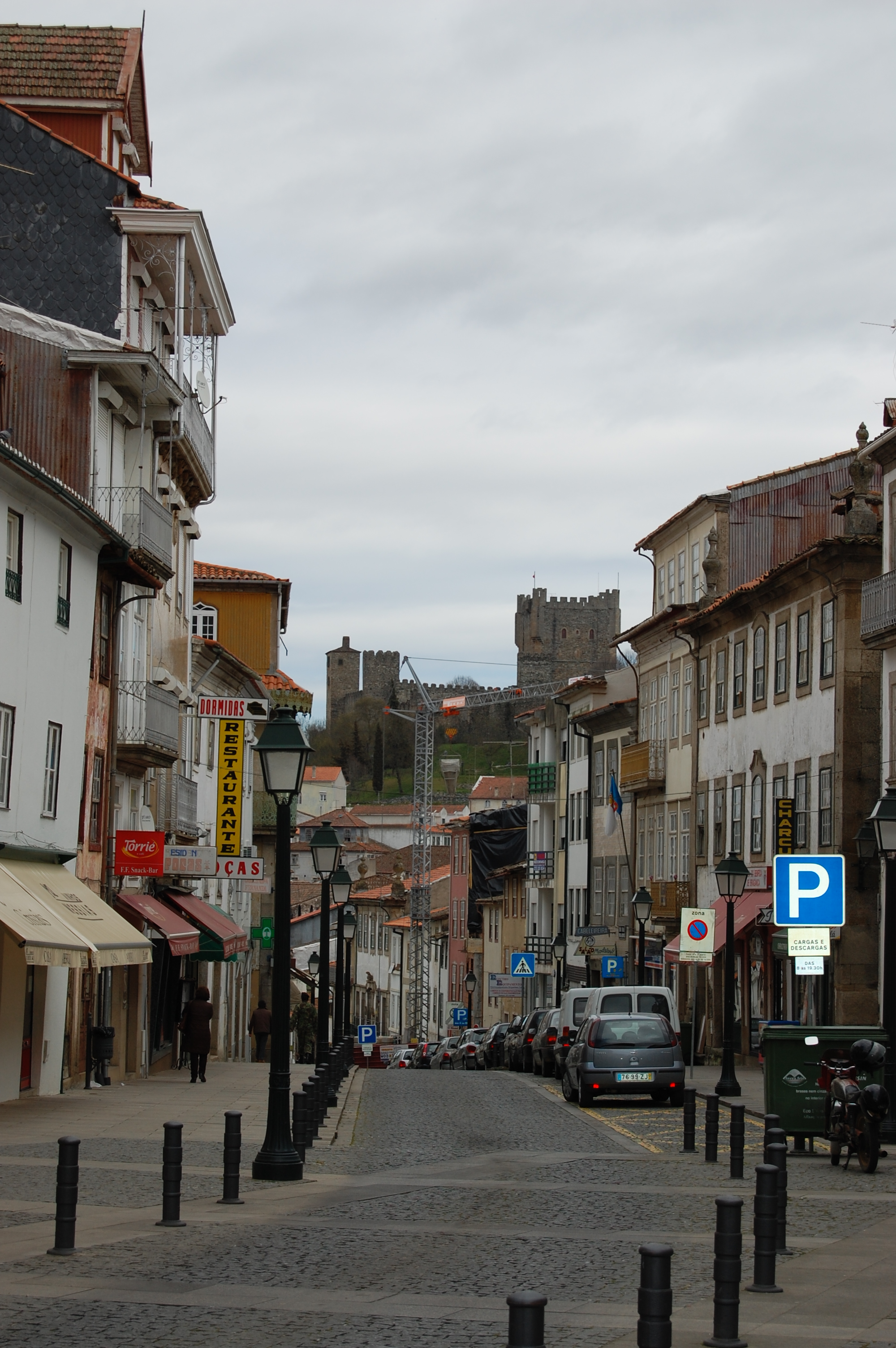
下町

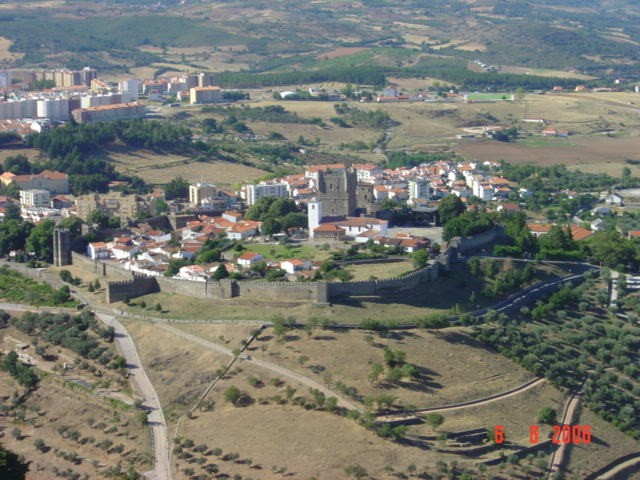
城からの眺め

古代はケルト人の都市で、ケルト神話の女神にちなむブリガンティア（Brigantia）という名であった。後にラテン風のブラガンサに改められた。歴史的に市は、1640年から1910年までポルトガル王、1822年から1889年までブラジル皇帝を出したブラガンサ家の本拠地であった。封建領主時代のブラガンサ家の城は、現在城址となっている。また、ブラガンサは歴史的な県トラス・オス・モンテス県の県都であった時代がある。

## みどころ
12世紀に建てられたポルトガル最古で最大の町庁舎ドムス・ムニシパリス、ルネサンス期の聖堂がある。旧城壁は保存状態が良く、川と現市街を見下ろしている。

## 教育
科学技術研究所インスティトゥト・ポリテークニコ・デ・ブラガンサがある。

## 経済
地域ではオリーヴ油、穀物、クリ、家畜（特にヒツジ）の生産が盛ん。近年、農業は村の荒廃と高齢化に悩んでいる。子供が少ないため多くの村で定員を満たせない学校が増え、廃校が増えている。